# Chrysler TEVan

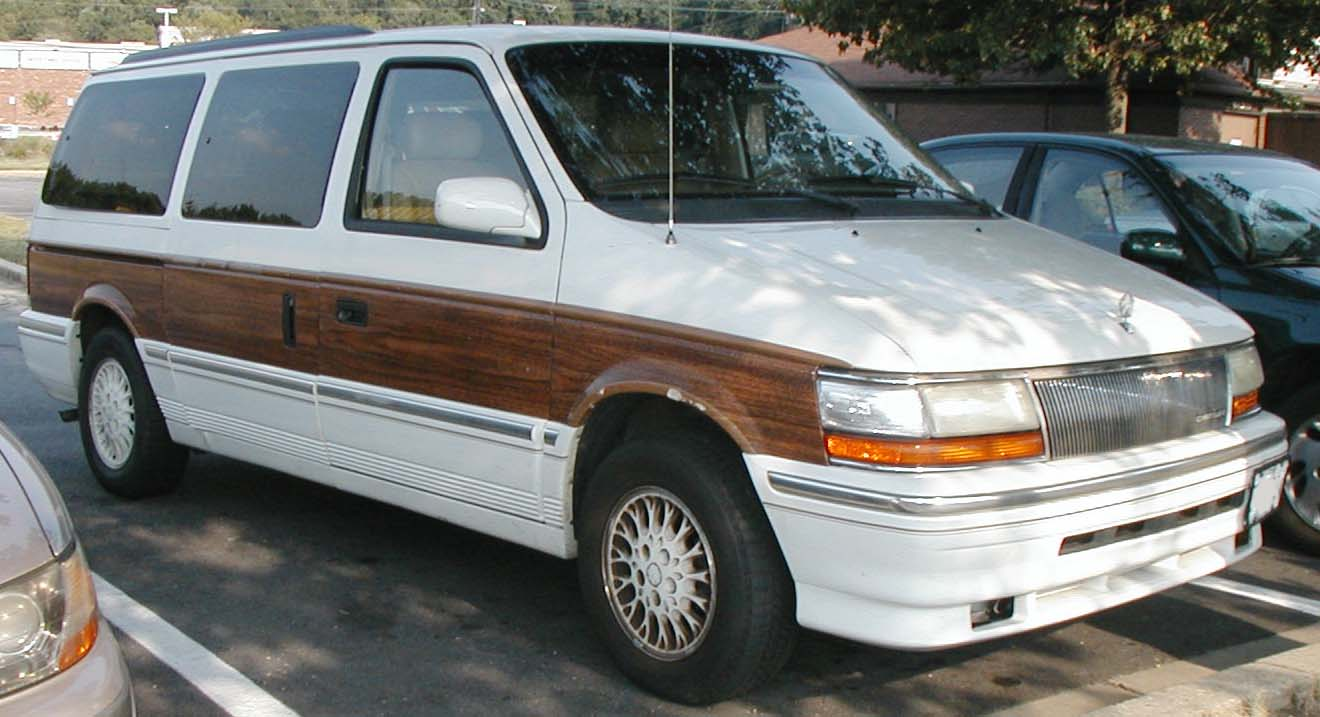
Basisfahrzeug Chrysler Town & Country (Typ AS)

Der Chrysler TEVan ist ein Elektrofahrzeug, das von Chrysler von 1993 bis 1995 auf Basis des Chrysler Town & Country (Typ AS)  produziert wurde. Der TEVan wurde in Ontario in Kanada gebaut.

## Geschichte
1991 begann Chrysler den elektrisch betriebenen Minivan zu entwickeln. Sie produzierten das erste Konzeptfahrzeug zum TEVan im Jahr 1992. Das Auto hatte eine Reichweite von 120 Meilen. 1993 wurde der weltweit erste elektrische Minivan eingeführt. Der TEVan wurde hauptsächlich an Energieversorger verkauft.  Die zweite Generation des Fahrzeugs auf Basis des Chrysler Town & Country (Typ NS) hieß EPIC (Electric Powered Intraurban Commuter Vehicle) und wurde erstmals im Jahr 1997 verkauft. Diese Version wurde mit einem Bleiakkumulator ausgestattet. 1999 wurde der EPIC in New York und Kalifornien angeboten.

## Technik
Die erste Generation des TEVans verwendete entweder Nickel-Eisen-Akkumulator- oder Nickel-Cadmium-Akkumulator-Batterien. Nur 56 Fahrzeuge wurden hergestellt und zu einem Stückpreis von ungefähr 120.000 $ verkauft. Der TEVan bietet Platz für fünf Erwachsene und hat ein Leergewicht von 2295 kg. Der Minivan hat einen 180-Volt-Akku. Bei einer Hälfte der Autos wurden Nickel-Eisen-Batterien, bei der anderen Hälfte Nickel-Cadmium-Batterien eingebaut. Eine Klimaanlage, Servolenkung, elektromotorische Bremsen waren serienmäßig, ebenfalls war ein großer Laderaum vorhanden. Der TEVan hat einen 54-Kilowatt-Gleichstrommotor, das Fahrzeug erreichte eine Höchstgeschwindigkeit von 65 mph (110 km/h). Es war mit einem zwei Gang-Automatikgetriebe ausgestattet. Die Spitzenleistung betrug 70 hp (52 kW); die Dauerleistung 35 hp (26 kW). Der Chrysler TEVan erfüllte 1998 die Voraussetzungen eines California zero emission vehicle (ZEV).